# 动静型配列

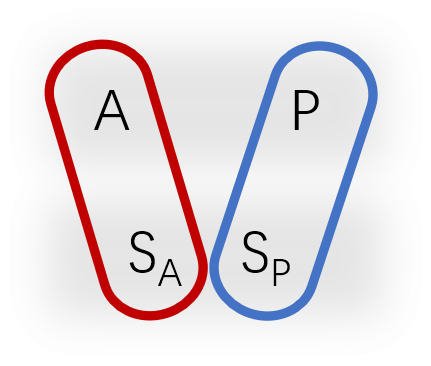
动静型配列示意

动静型配列（Active–stative alignment），又称活格配列、动作格配列:32、不及物动词分裂型配列（split intransitive alignment），是一类配列方式，这种配列中不及物动词句的单一变元（标为 S）的格会根据其所领有的语义角色而变化。如果 S 是施事（非作格动词），则与及物动词句的施事论元（A）同等对待（SA=A）；如果是受事（非宾格动词），则与及物动词句的受事论元（P）同等对待（SP=P）。动静型配列的语言常通过格变化或一致来呈现配列，这些语言称为活格语言、动作格语言、不及物动词分裂型语言。

## 编码性质
如果一门语言有形态上的格变化，那么谓语中心词的论元一般会如下标记：
- 如果不及物动词的单一核心变元（S）拥有施事，则与及物动词的施事论元（A）一同标记为活格（SA=A）；
- 如果不及物动词的单一核心变元（S）拥有受事，则与及物动词的受事论元（P）一同标记为状态格（SP=P）。

比如高加索的格鲁吉亚语，在非作格动词句中，玛丽亚姆被标上跟及物动词主语一样的活格后缀 -მა (-ma)，而在非宾格动词句中则被表上跟及物动词宾语一样的状态格后缀 -ი (-i)。
在没有格变化的语言里，动静型配列会由语序或介词表示。有时状态格是无标记的。

### 种类
动静型配列也有两种分类：
- 分裂 S：大部分活格语言当中，不及物动词句的变元 S 所拥有的格是固定的，这通常取决于中心词是什么样的不及物动词（非作格），根据其固定拥有的语义角色会有一个固定的划分。
- 流动 S：一部分活格语言当中，不及物动词句的变元 S 所拥有的格并不固定，因为不及物动词并没有固定的语义角色，语义角色取决于说话者。

例如，北高加索的巴茨语当中的分裂 S 系统，“饿”“颤抖”等非宾格动词变元常被当作及物动词句的受事论元，标记为狀態格；而“走”“说”“想”非作格动词变元则常当作及物动词句的施事论元，标记为活格。这个分类之外的其他动词则为流动S动词，如“滑”。藏语拉萨口语
就属于流动 S 语言，例如“我去了拉萨”，“我”可以被标记为活格，也可以被标记为静格。标记为活格时“我”主动去拉萨，而标记为静格时则是被动去拉萨。

## 分布

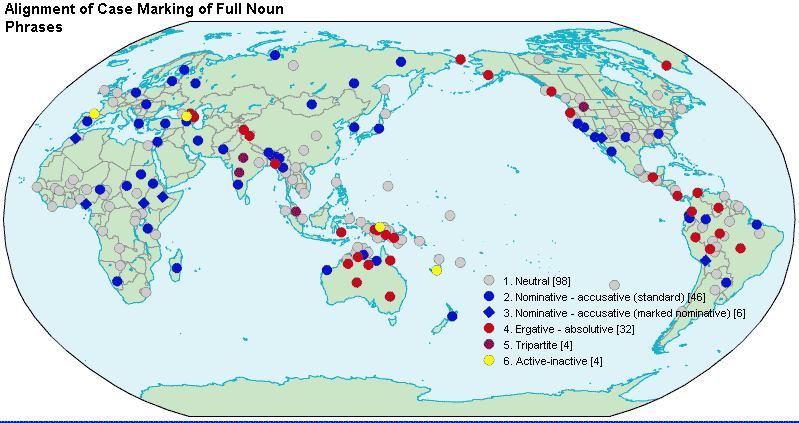
各种配列类型在全世界的分布

活格语言分布于世界各处，在高加索诸语言、美洲原住民语言当中尤为集中。右图呈现了各种配列在世界上的分布，而下表则列出了世界各区域活格语言的例子：
| 北美洲： - 美洲原住民语言        | 大洋洲： - 卡亚尔第利德语（澳大利亚） - 曼加拉伊语（澳大利亚） - 毛利语（新西兰）         | 南美洲： - 马克罗-热语系 - 图比-瓜拉尼语系 - 阿拉瓦克语族 |
| 欧洲: - 东北高加索语系（俄罗斯） | 亚洲： - 格鲁吉亚语（格鲁吉亚） - 上古日語 （日本） - 阿伊努语（日本） - 凯特语（俄罗斯） | 重构语言： - 原始印欧语                                   |